# Phoradendron squamiferum
Phoradendron squamiferum är en sandelträdsväxtart som beskrevs av Kuijt. Phoradendron squamiferum ingår i släktet Phoradendron och familjen sandelträdsväxter. Inga underarter finns listade i Catalogue of Life.